# Амер Шафі
Амер Шафі Махмуд Саббах (араб. عامر شفيع; нар. 10 лютого 1982, Амман, Йорданія) — йорданський футболіст палестинського походження, воротаря клубу «Шабаб аль-Ордон».

## Ранні роки
Амер Шафі виріс у Джебель-аль-Хашмі Аль-Шама, де відвідував школу та грав у футбол, він провів свої юнацькі роки, граючи з такими гравцями, як Рамі Ель-Гінді.

## Клубна кар'єра
Шаріф розпочинав у півзахисті, але згодом був переведений на воротарську позицію. Вихованець клубу «Аль-Ярмук», у молодіжній академії якого займався з 1997 року, у 1999 році переведений до першої команди. Після декількох років виступів у команді, почав залучатися до матчів національної збірної Йорданії. У команді на контракті перебував до 2007 року, але з 2004 року поневірявся по орендах. Спочатку до йорданського «Аль-Файсалі», а в 2006—2007 роках виступав в єгипетському «Ісмайлі». З 2007 по 2018 рік захищав кольори «Аль-Вахдату», а в 2018 році підсилив «Шабаб аль-Ордон». Після вдалих виступів на кубку Азії 2004, 2011 та 2015 років його запрошували на оглядини до європейських клубів, але гравець відмовляв усім клубам через сімейні обставини та бажання виступати в збірній.

## Кар'єра в збірній
Дебютував у футболці національної збірної Йорданії 17 серпня 2002 року в нічийному (1:1) товариському матчі проти Кенії. Амера Шафі зазвичай називають «Китом Азії» через його видатний та неймовірні сейви та виступи за головну команду країни. Рекордсмен збірної Йорданії з футболу за кількістю зіграних матчів (134).

## Статистика виступів у збірній
Станом на 7 червня 2017
| Йорданія | Йорданія | Йорданія |
| Рік      | Матчі    | Голи     |
| -------- | -------- | -------- |
| 2002     | 11       | 0        |
| 2003     | 6        | 0        |
| 2004     | 13       | 0        |
| 2005     | 1        | 0        |
| 2006     | 11       | 0        |
| 2007     | 4        | 0        |
| 2008     | 6        | 0        |
| 2009     | 7        | 0        |
| 2010     | 8        | 0        |
| 2011     | 17       | 0        |
| 2012     | 12       | 0        |
| 2013     | 14       | 0        |
| 2014     | 4        | 0        |
| 2015     | 14       | 0        |
| 2016     | 7        | 0        |
| 2017     | 5        | 0        |
| Загалом  | 141      | 0        |

## Досягнення
«Аль-Вахдат»
- Йорданська Про-Ліга
  -  Чемпіон (7): 2007/08, 2008/09, 2010/11, 2013/14, 2014/15, 2015/16, 2017/18

- Кубок ФА Йорданії
  -  Володар (4): 2008/09, 2009/10, 2010/11, 2013/14

- Щит ФА Йорданії
  -  Володар (3): 2008, 2010, 2017

- Суперкубок Йорданії
  -  Володар (5): 2008, 2009, 2010, 2011, 2014

«Аль-Файсалі»
- Кубок ФА Йорданії
  -  Володар (1): 2004/05

## Особисте життя
Одружений, виховує синів Вісама та Юсефа.